# Битва на Восьме
Битва на реке Восьме (Восме) — сражение 5 (15) — 7 (17) июня 1607 года в ходе восстания Болотникова. Последняя наступательная акция повстанческого войска, окончившаяся его разгромом и отступлением к Туле.

## Предыстория
После успешной обороны Москвы в 1606 году правительственное войско перешло к наступательным действиям к югу от столицы, однако они велись с переменным успехом. Повстанцы вновь одержали ряд побед и укрепили контроль над удерживаемыми ими городами. В частности, царское войско было разбито в битве на Пчельне, в связи с чем воеводам Василия Шуйского пришлось снять осаду Калуги, бросив всю артиллерию. Болотников через лазутчиков возобновил агитацию в Москве. Ему вновь удалось собрать внушительное войско и двинуться в сторону столицы.
Царское войско также собирало силы, сосредоточившись в Серпухове и Кашире. В походе участвовал сам царь, а отдельными полками командовали Михаил Скопин-Шуйский, Пётр Урусов, Иван Шуйский, Михаил Туренин, Андрей Голицын, Прокопий Ляпунов и Фёдор Булгаков-Денисьев. В целом, оно, однако, вело себя достаточно пассивно, чем воспользовался Болотников. Численность повстанческих войск составляла от 30 до 38 тысяч человек, в том числе вооружённых «огненным боем» и имевших в наличии артиллерию.

## Сражение
У впадения Восьмы в Беспуту, неподалёку от Каширы, болотниковцы, пытавшиеся обойти основное войско Шуйского и идти на Москву, столкнулись с фланговой частью царского войска, возглавляемой Андреем Голицыным. Основная часть царских войск была выстроена по южному берегу Восьмы, тогда как меньшая часть, состоявшая из рязанской тяжёлой конницы под началом Ляпунова, находилась как резерв на северном берегу. В ходе сражения, шедшего несколько часов, успех поначалу сопутствовал повстанцам. Они начали теснить царские войска, а одному из повстанческих отрядов численностью в 1700 человек удалось пробиться через «боярские полки», перейти Восьму и занять на северном берегу овраг, у которого стояли рязанцы. С этой позиции они начали обстреливать рязанцев, нанося им потери. Те, в свою очередь, совершили манёвр и, обойдя овраг, перешли через Восьму, укрепив основную часть царского войска на южном берегу. По данным Конрада Буссова, победа бы осталась за повстанцами, если бы воевода по фамилии Телятин не изменил со своим 4-тысячным отрядом Болотникову и не ударил неожиданно по его войску. Историки ассоциируют эту фамилию с князем Телятевским, который, однако, Болотникову не изменил. В то же время, И. И. Смирнов считал, что факт измены мог иметь место, если не связывать его с личностью Телятевского.
Это событие вместе с переходом через реку тяжёлой конницы под началом Ляпунова посеяло в повстанческом войске панику и заставило его бежать с поля боя назад в Тулу. В плен к правительственным войскам попал в том числе казачий отряд из 1700 человек, который успел зайти в тыл Шуйскому, но оказался отрезанным. Казаки, укрепившиеся в овраге, ещё более двух дней отчаянно отстреливались, однако, израсходовав порох, были взяты в плен и впоследствии казнены.

## Последствия
В битве на Восьме погиб цвет повстанческой армии — отряды донских, волжских и терских казаков, казачьи сотни из Путивля и Рыльска. В целом под Восьмой Болотников потерял порядка 20 тысяч воинов, почти утратив способность к военной инициативе. Один за другим перед царем склонялись города Ряжск, Сапожок, Михайлов, Алексин. После битвы на сторону Василия Шуйского перешла даже часть служилых людей из Северской земли. Не покорялась только Тула, где собрались Лжепётр, Иван Болотников, Григорий Шаховской и Андрей Телятевский.
После битвы Шуйский отправил к Туле три полка под руководством Михаила Скопина-Шуйского, а также Каширский и Рязанский полки, которые начали осаду Тулы.

## Галерея

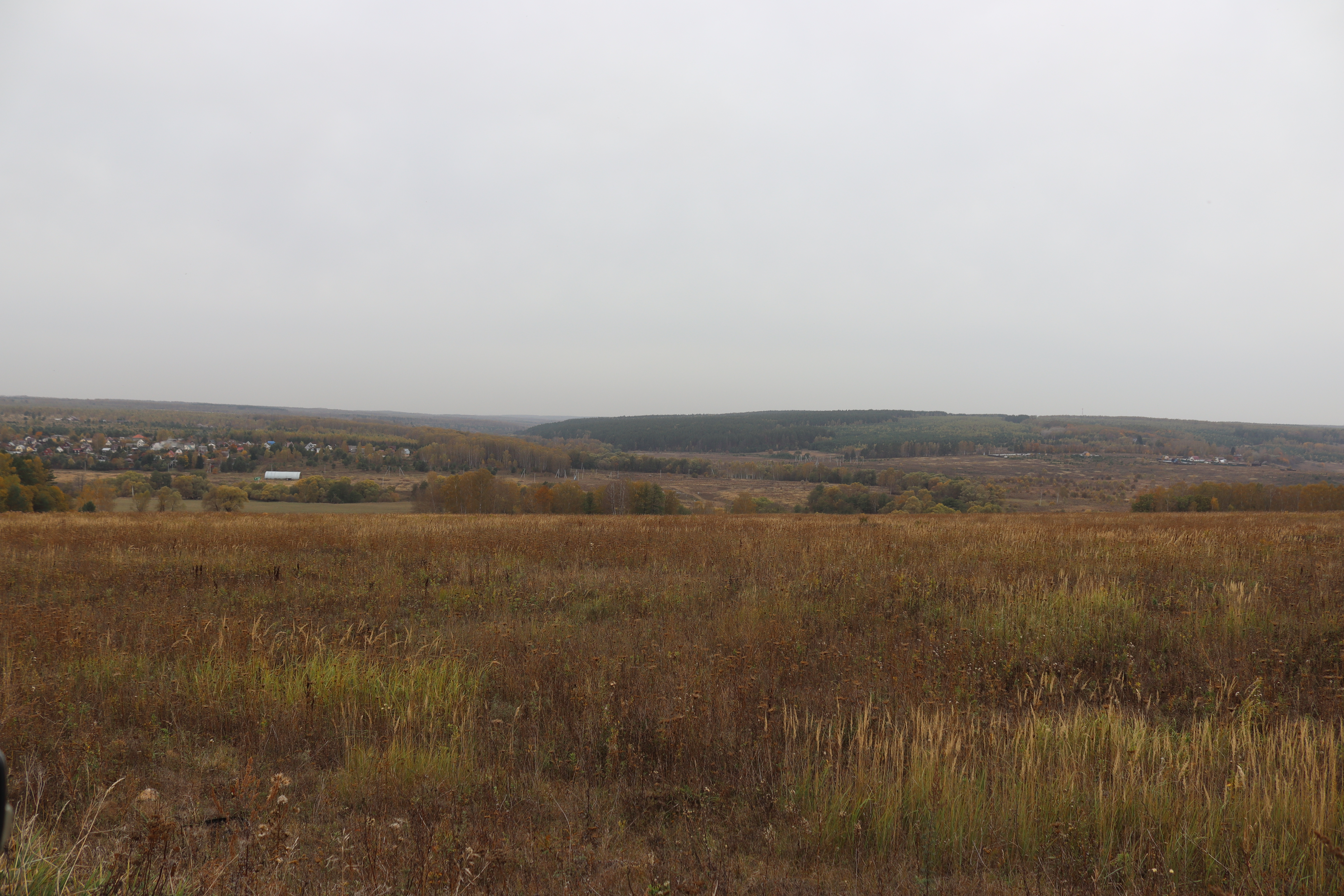
Место битвы на Восьме в октябре 2023 года
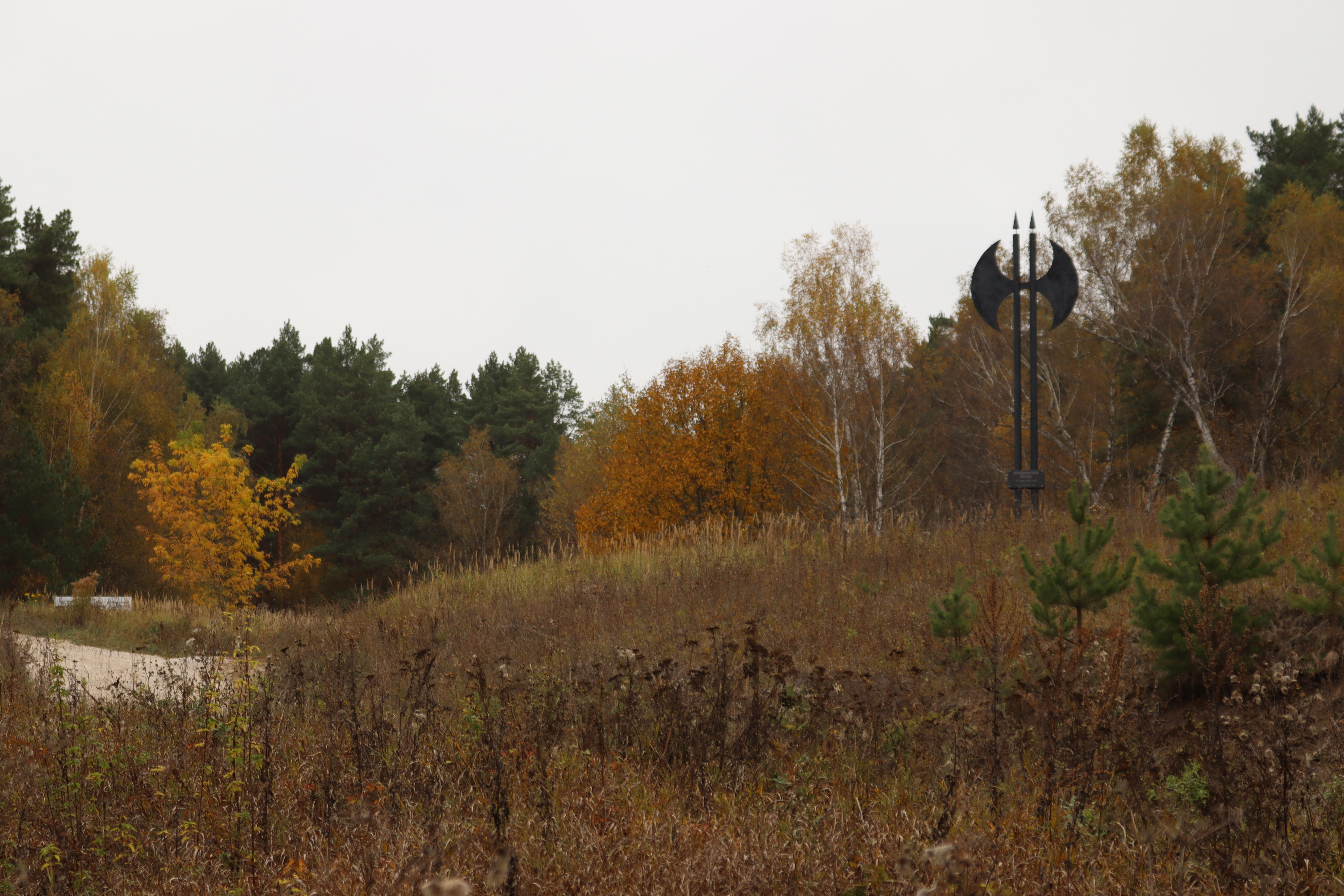
Памятник битве на Восьме, вид от реки Восьмы